# Liste der Baudenkmale in Jever – Außenbereiche
In der Liste der Baudenkmale in Jever – Außenbereiche sind alle Baudenkmale in den Außenbereichen der niedersächsischen Gemeinde Jever aufgelistet. Die Quelle der Baudenkmale ist der Denkmalatlas Niedersachsen. Der Stand der Liste ist der 31. August 2022.

## Allgemein
In den Spalten befinden sich folgende Informationen:
- Lage: die Adresse des Baudenkmales und die geographischen Koordinaten. Kartenansicht, um Koordinaten zu setzen. In der Kartenansicht sind Baudenkmale ohne Koordinaten mit einem roten Marker dargestellt und können in der Karte gesetzt werden. Baudenkmale ohne Bild sind mit einem blauen Marker gekennzeichnet, Baudenkmale mit Bild mit einem grünen Marker.
- Bezeichnung: Bezeichnung des Baudenkmales
- Beschreibung: die Beschreibung des Baudenkmales. Unter § 3 Abs. 2 NDSchG werden Einzeldenkmale und unter § 3 Abs. 3 NDSchG Gruppen baulicher Anlagen und deren Bestandteile ausgewiesen.
- ID: die Objekt-ID des Baudenkmales
- Bild: ein Bild des Baudenkmales, ggf. zusätzlich mit einem Link zu weiteren Fotos des Baudenkmals im Medienarchiv Wikimedia Commons. Wenn man auf das Kamerasymbol klickt, können Fotos zu Baudenkmalen aus dieser Liste hochgeladen werden:

Zur Hauptliste

## Cleverns
| Lage                                            | Bezeichnung                                  | Beschreibung | ID       | Bild           |
| ----------------------------------------------- | -------------------------------------------- | --- | -------- | -------------- |
| Dorfstraße 26 53° 33′ 4″ N, 7° 51′ 56″ O        | Gulfhaus                                     | Parallel zur Straße stehendes Gulfhaus, um 1900 errichtet. Außenmauern backsteinsichtig, Wohnteil unter Satteldach, Wirtschaftsteil unter Krüppelwalmdach. An der Nordseite Nebengebäude mit Einfahrtstor am Nordostgiebel. | 35680282 | BW             |
| Dorfstraße 28 53° 33′ 2″ N, 7° 51′ 53″ O        | Gulfhaus                                     | Größeres Gulfhaus in Ziegelmauerwerk, Wohnteil unter Satteldach mit kleinem zweigeschossigem Risalit an der Traufseite; Giebel symmetrisch aufgeteilt; Wirtschaftsgiebel mit Lisengliederung, dreiachsiger Mittelteil, dort Inschriftentafel „Minssen 1913“. | 35680307 | BW             |
| Dorfstraße 40 53° 32′ 57″ N, 7° 51′ 40″ O       | Zum Heilig Kreuz und St. Peter (Kirche)      | Spätromanische Saalkirche unter Satteldach mit halbrunder Apsis, Baubeginn 1204; unterer Bereich Granitquader, darüber Backsteinmauerwerk, Rundbogenfenster und -fries an den Traufseiten. Apsis mit schmalen Diensten in der Fensterzone, nachträglich erhöht. Portal zugesetzt, Westwand erneuert. Innenausstattung: Lettner aus Backstein aus dem 15. Jh. Spätgotischer Kreuzigungsaltar,um 1520/25; Taufstein um 1500, Sandsteinepitaph von 1753. | 35673144 | Weitere Bilder |
| Dorfstraße 40 53° 32′ 57″ N, 7° 51′ 41″ O       | Zum Heilig Kreuz und St. Peter (Glockenturm) | Dreigeschossiger Ziegelbau mit gekehlten Sandsteingesimsen, darüber steiles Walmdach in Ziegeldeckung. OGs mit Glockenstube und großformatigen Schalllöchern. Um 1500 errichtet. | 35673177 |                |
| Dorfstraße 40 53° 32′ 58″ N, 7° 51′ 38″ O       | Zum Heilig Kreuz und St. Peter (Friedhof)    | Seit dem Mittelalter als Begräbnisort genutzter Kirchhof auf der Kirchwurt mit Grabsteinen aus verschiedenen Epochen. | 35673207 |                |
| Dorfstraße 40 53° 32′ 59″ N, 7° 51′ 41″ O       | Pfarrhaus                                    | Eineinhalbgeschossiges, vierachsiges Wohnhaus unter giebelständigem Satteldach. Fassade mit Baudekor in Form von profilierten Fensterrahmungen, Gurt- und Sohlbankgesims im OG, horizontale Fensterverdachungen. Rückwärtig eingeschossiger, ziegelsichtiger Wirtschaftstrakt mit Krüppelwalmdach. | 35679707 | BW             |
| Dorfstraße 42 53° 32′ 58″ N, 7° 51′ 41″ O       | Gemeindehaus                                 | Eingeschossiger Ziegelbau unter Satteldach, zwischen Kirche und Pfarrhaus gelegen. | 35682697 | BW             |
| Schenumer Straße 10 53° 33′ 16″ N, 7° 51′ 59″ O | Gulfhaus                                     | Kleines Gulfhaus in Rohziegelmauerwerk unter Satteldach (Wohnteil) in Ziegeldeckung, traufständig an der Schenumer Straße, 1902 für J.H. Redelfs errichtet. | 35680332 | BW             |
| Voßland 2 53° 33′ 8″ N, 7° 52′ 8″ O             | Gulfhaus                                     | Kleines Gulfhaus, Wohnteil und Wirtschaftsteil in Rohziegelmauerwerk, Satteldach (Wohnteil) und Halbwalmdach (Wirtschaftsteil) in Ziegeldeckung; um 1900 errichtet. | 35680357 | BW             |

## Außerhalb
| Lage                                               | Bezeichnung                   | Beschreibung | ID       | Bild           |
| -------------------------------------------------- | ----------------------------- | --- | -------- | -------------- |
| An der Gotteskammer 14 53° 33′ 36″ N, 7° 53′ 25″ O | Gartenhaus                    | Eingeschossiger Ziegelbau, teilweise verputzt, unter Walmdach mit kurzem First. Siebenachsige Fassade mit mittigem Eingang. Datiert 1784. | 35680408 | BW             |
| Hohewarf 53° 33′ 33″ N, 7° 52′ 47″ O               | Jüdischer Friedhof Jever      | Jüdischer Friedhof, ca. drei Kilometer südwestlich des historischen Ortskerns von Jever gelegen. Anlage mit Bodenerhöhung gegenüber den angrenzenden Wiesen, von Büschen und Bäumen umstanden. Zur Straße mit niedrigem Ziegelsockel und verzinktem Eisenzaun eingefriedet. Eingangstor mit Sandsteinpfeilern. Ca. 223 Grabsteine erhalten, der älteste von 1795, der jüngste von 1982; Denkmale für die Verfolgten des NS-Regimes und für die zerstörte Synagoge. Anlage verschlossen. | 35673260 | Weitere Bilder |
| Sandel 53° 32′ 26″ N, 7° 50′ 17″ O                 | St.-Jakobus-Kirche            | Saalkirche aus der 2. Hälfte des 13. Jh. unter Satteldach. Das untere Mauerwerk aus Granitquadern, darüber Backstein. 1702 Wiederaufbau nach Verfall, dabei Verzicht auf die Apsis, Reste noch als Streben am Ostgiebel ablesbar. Westturm 1840 angefügt. Im Inneren flache Balkendecke; Taufstein um 1200, ansonsten Ausstattung Ende 19. Jh. | 35677405 | Weitere Bilder |
| Sandel 53° 32′ 25″ N, 7° 50′ 16″ O                 | St.-Jakobus-Kirche (Friedhof) | Auf deutlich ablesbarer Kirchwurt gelegen, Fläche fast vollständig als Friedhof genutzt. Mit Klinker gepflasterter Aufgang. | 35677434 | BW             |
| Sillensteder Straße 4 53° 33′ 55″ N, 7° 55′ 44″ O  | Grabmal                       | Grabdenkmal des Amtsrichters und Konsistorialrats Johann Heinrich Große (1729–1781) und seiner Frau Johanne Charlotte Große (1739–1806). Gebrochene Säule, bekränzt, auf gestuftem Sockel aus. An den Seiten Flachreliefs mit symbolhaften Motiven u. Inschriften. 1781 errichtet. | 35681843 | BW             |
| Vereinigung 1 53° 34′ 44″ N, 7° 51′ 6″ O           | Gasthaus                      | Eingeschossiger Ziegelbau über T-förmigem Grundriss. Siebenachsige Fassade mit zweiachsigem Zwerchhaus über dem mittigen Eingang. Krüppelwalmdach. An der Rückseite Wirtschaftstrakt. Mitte des 19. Jh. errichtet. | 35681777 | BW             |